# Coppa Italia Primavera 1980-1981
La Coppa Italia Primavera 1980-1981 è stata la nona edizione del torneo riservato alle squadre giovanili iscritte al Campionato Primavera. Il detentore del trofeo era la Fiorentina.
La vittoria finale è andata al Bari per la prima volta nella sua storia.